# НХЛ у сезоні 1932—1933
НХЛ у сезоні 1932/1933 — 16-й регулярний чемпіонат НХЛ. Сезон стартував 10 листопада 1932. Закінчився фінальним матчем Кубка Стенлі 13 квітня 1933 між Нью-Йорк Рейнджерс та Торонто Мейпл-Ліфс перемогою «рейнджерс» 1:0 в матчі та 3:1 в серії. Це друга перемога в Кубку Стенлі «рейнджерс».

## Підсумкова турнірна таблиця

### Канадський дивізіон
| Команда            | І  | В  | П  | Н  | ШЗ  | ШП  | Очки |
| ------------------ | -- | -- | -- | -- | --- | --- | ---- |
| Торонто Мейпл-Ліфс | 48 | 24 | 18 | 6  | 119 | 111 | 54   |
| Монреаль Марунс    | 48 | 22 | 20 | 6  | 135 | 119 | 50   |
| Монреаль Канадієнс | 48 | 18 | 25 | 5  | 92  | 115 | 41   |
| Нью-Йорк Амеріканс | 48 | 15 | 22 | 11 | 91  | 118 | 41   |
| Оттава Сенаторс    | 48 | 11 | 27 | 10 | 88  | 131 | 32   |

### Американський дивізіон
| Команда            | І  | В  | П  | Н  | ШЗ  | ШП  | Очки |
| ------------------ | -- | -- | -- | -- | --- | --- | ---- |
| Бостон Брюїнс      | 48 | 25 | 15 | 8  | 124 | 88  | 58   |
| Детройт Ред-Вінгс  | 48 | 25 | 15 | 8  | 111 | 93  | 58   |
| Нью-Йорк Рейнджерс | 48 | 23 | 17 | 8  | 135 | 107 | 54   |
| Чикаго Блек Гокс   | 48 | 16 | 20 | 12 | 88  | 101 | 44   |

## Найкращі бомбардири
| Гравець         | Команда            | І  | Г  | П  | О  |
| --------------- | ------------------ | -- | -- | -- | -- |
| Білл Кук        | Нью-Йорк Рейнджерс | 48 | 28 | 22 | 50 |
| Башер Джексон   | Торонто            | 48 | 27 | 17 | 44 |
| Лоренс Норткотт | Монреаль Марунс    | 48 | 22 | 21 | 43 |
| Гулей Сміт      | Монреаль Марунс    | 48 | 20 | 21 | 41 |
| Пол Гейнс       | Монреаль Марунс    | 48 | 16 | 25 | 41 |

## Плей-оф

### Попередній раунд
| - 25 березня. Детройт - Монреаль Марунс 2:0 - 28 березня. Монреаль Марунс - Детройт 2:3 Серія: Детройт - Монреаль Марунс 5-2 | - 26 березня. Монреаль Канадієнс - Н-Й Рейнджерс 2:5 - 28 березня. Н-Й Рейнджерс - Монреаль Канадієнс 3:3 Серія: Н-Й Рейнджерс - Монреаль Канадієнс 8-5 |

### Півфінали
| - 25 березня. Торонто - Бостон 1:2 ОТ - 28 березня. Торонто - Бостон 1:0 ОТ - 30 березня. Бостон - Торонто 2:1 ОТ - 1 квітня. Бостон - Торонто 3:5 - 3 квітня. Бостон - Торонто 0:1 6ОТ Серія: Торонто - Бостон 3-2 | - 29 березня. Детройт - Н-Й Рейнджерс 0:2 - 31 березня. Н-Й Рейнджерс - Детройт 4:3 Серія: Н-Й Рейнджерс - Детройт 6-3 |

### Фінал
- 4 квітня. Торонто - Н-Й Рейнджерс 1:5
- 8 квітня. Н-Й Рейнджерс - Торонто 3:1
- 11 квітня. Н-Й Рейнджерс - Торонто 2:3
- 13 квітня. Н-Й Рейнджерс - Торонто 1:0 ОТ

Серія: Н-Й Рейнджерс - Торонто 3-1

## Призи та нагороди сезону
| Нагороди                 | Гравець       | Команда            |
| ------------------------ | ------------- | ------------------ |
| Пам'ятний трофей Колдера | Карл Восс     | Детройт Ред-Вінгс  |
| Пам'ятний трофей Гарта   | Едді Шор      | Бостон Брюїнс      |
| Приз Леді Бінг           | Френк Буше    | Нью-Йорк Рейнджерс |
| Трофей Везини            | Тайні Томпсон | Бостон Брюїнс      |

| Нагорода               | Клуб               |
| ---------------------- | ------------------ |
| Приз принца Уельського | Бостон Брюїнс      |
| Приз О'Брайна          | Торонто Мейпл-Ліфс |
| Кубок Стенлі           | Нью-Йорк Рейнджерс |

## Команда всіх зірок
| Перша команда                     | Позиція              | Друга команда                     |
| --------------------------------- | -------------------- | --------------------------------- |
| Джон Росс Роач, Детройт Ред-Вінгс | Воротар              | Чарлі Гардінер, Чикаго Блек Гокс  |
| Едді Шор, Бостон Брюїнс           | Захисник             | Кінг Кленсі, Торонто Мейпл-Ліфс   |
| Чинг Джонсон, Нью-Йорк Рейнджерс  | Захисник             | Ліонель Конахер, Монреаль Марунс  |
| Френк Буше, Нью-Йорк Рейнджерс    | Центральний нападник | Гові Моренц, Монреаль Канадієнс   |
| Білл Кук, Нью-Йорк Рейнджерс      | Правий нападник      | Чарлі Конахер, Торонто Мейпл-Ліфс |
| Лоренс Норткотт, Монреаль Марунс  | Лівий нападник       | Башер Джексон, Торонто Мейпл-Ліфс |
| Лестер Патрик, Нью-Йорк Рейнджерс | Тренер               | Дік Ірвін, Торонто Мейпл-Ліфс     |

## Дебютанти сезону
Список гравців, що дебютували цього сезону в НХЛ.
- Едді Вайзмен, Детройт Ред-Вінгс
- Чарлі Сендс, Торонто Мейпл-Ліфс
- Базз Болл, Торонто Мейпл-Ліфс
- Білл Томс, Торонто Мейпл-Ліфс

## Завершили кар'єру
Список гравців, що завершили виступати в НХЛ.
- Джордж Оуен, Бостон Брюїнс
- Біллі Барч, Чикаго Блек Гокс
- Редж Ноубл, Монреаль Марунс
- Гіб Мілкс, Оттава Сенаторс
- Герольд Дарраг, Торонто Мейпл-Ліфс
- Джеррі Лоурі, Оттава Сенаторс